# Каменская, Ольга Львовна
Ольга Львовна Каменская (3 апреля 1927, Москва — 1 июня 2004, там же) — советский и российский лингвист, филолог, доктор филологических наук, ведущий профессор Московского государственного лингвистического университета. Внесла значительный вклад в развитие новых научных направлений в лингвистике XX и XXI века: коммуникативную теорию текста, теорию дискурса и речемыслительных актов, теорию языковой личности и вторичной языковой личности, когнитивистику, гендерное направление.
Специалист по общему языкознанию, межкультурной коммуникации. Представитель Школы теории текста и коммуникативной лингвистики профессора Г. В. Колшанского (другие представители: И. Р. Гальперин, О. И. Москальская, Е. И. Шендельс, С. И. Канонич) — одной из ведущих школ современной лингвистики, рассматривающей в качестве единственной полноправной единицы общения цельный, связный и завершенный текст и изучающей закономерности его создания и функционирования в коммуникативном процессе.
Ответственный редактор, автор и рецензент многочисленных сборников научных трудов МГЛУ.
Научный руководитель и консультант десятков подготовленных и защищенных диссертационных (докторских) работ по специальности 10.02.19. «Теория коммуникации, социолингвистика, психолингвистика», позднее «Теория языка».
Автор текста лекций к курсу «Общее языкознание» и книги «Текст и коммуникация», ставшей первой работой по коммуникативной теории текста с практической задачей выработки читателем навыков самостоятельного анализа процесса коммуникации.

## Научные взгляды и вклад в науку
Научная деятельность О. Л. Каменской связана с изучением и разработкой следующих понятий: текст, межкультурная коммуникация, языковая личность, вторичная языковая личность, речемыслительная деятельность, видеовербальная парадигма, гендерология. Её открытия, построенные на изучении языка и мышления, процессов запоминания текста, наблюдениях и анализе современных тенденций развития языка в обществе, составили важную часть в фундаменте нового направления в изучении и преподавании иностранного языка как средства межкультурной коммуникации. Труды О. Л. Каменской используются для построения технологий убеждения и воздействия в журналистике, пиар, политологии и рекламистике.
Научные взгляды О. Л. Каменской на язык, на его изучение и обучение ему складывались под влиянием междисциплинарного подхода. По мнению О. Л. Каменской, привлечение знаний, данных и опыта других наук позволяет по-новому и более объективно посмотреть на язык и его проблемы. Кроме того, такой подход позволяет также разработать новые эффективные механизмы освоения языка как родного, так и иностранного.
О. Л. Каменская считала, что язык нужно рассматривать как часть в общей системе жизнедеятельности человека. Антропоцентричное изучение языка, требует, по мнению ученого, включения в состав устоявшейся в рамках коммуникативной парадигмы цепочки из автора текста, собственно текста, реципиента данного текста, еще одного элемента, обозначаемого как коммуникативная среда. Коммуникативная среда понимается как многочисленные связки «(коллективный, вымышленный) автор — реципиент» в сочетании с используемыми средствами передачи сообщений и условиями (физическими, социальными, лингвистическими, психологическими), в которых реализуются коммуникативные процессы.
О. Л. Каменская говорила об условности языка и о том, что не нужно забывать о главной функции языка — донесения до реципиента максимально точного сообщения, предполагающего минимальную интерпретацию сообщения реципиентом, чтобы не потерять ядро сообщения. В этой связи учёный приводила слова Вильгельма фон Гумбольдта: «Всякое понимание есть непонимание», имея в виду, что сообщение, задуманное и посланное отправителем реципиенту, является, во-первых, условным, поскольку мысль невозможно точно передать условными средствами, одним из которых является язык, а, во-вторых, сообщение не будет воспринято реципиентом таким, каким оно было послано, оно претерпит интерпретацию реципиентом.
Рассуждая о целесообразности строгого сохранения норм и правил языка в изменяющемся обществе и мире, О. Л. Каменская рассматривала такие попытки, как искусственное сдерживание естественного развития языка. Учёный говорила о необходимости отказа от предрассудков системно-структурной парадигмы и рассматривала упрощение языка и другие, часто считающиеся среди лингвистов негативные процессы, происходящие в языке, не как разрушение языка, а как его естественное дальнейшее развитие.
Основная часть исследований О. Л. Каменской посвящена проблемам организации знаний в голове индивида, проблемам языка и мышления, языка и сознания. Изучение этого позволит, по мнению ученого, разработать более эффективные методики и программы обучения иностранному языку. О. Л. Каменская придерживалась файло-фреймового видения организации знаний у человека. Это означает, что знания существуют не в смешанном виде, хаотично, а организованы в определенном порядке в виде файлов, терминалов, неких мыслительных моделей в сознании индивида, которые учёный называла С-моделями.
Значительная часть исследовательской работы О. Л. Каменской связана с проведением ею футурологических исследований, построением сценариев взаимодействия языка и общества в будущем, изменения языка в изменяющемся обществе и прогнозированием новых парадигм знания. Ей принадлежит гипотеза о видеовербальной парадигме как следующей парадигме в изучении языка. По мысли ученого, вследствие дальнейшего развития общества и технологий видеовербальная парадигма должна прийти на смену действующей коммуникативной парадигме, изучающей язык в связи с человеком и его деятельностью, и сменившей системно-структурную парадигму, изучавшую язык как обособленное, не связанное с человеком и его деятельностью явление. Смена коммуникативной парадигмы на видеовербальную будет означать новые подходы к изучению языка, — язык будет изучаться при помощи картинок и образов. Появлению видеовербальной парадигмы будет способствовать развитие мультимедийных и других технологий. Новая парадигма сделает процесс получения и запоминания новых знаний (языка и других наук) более эффективным, поскольку задействует в качестве ключевого органа восприятия зрение — главный орган чувств человека в восприятии окружающей действительности.
О. Л. Каменская заложила фундаментальные основы в формирование и развитие гендерного направления в лингвистике, как посредством своих собственных работ, так и через работы своих диссертантов. На сегодняшний день гендерные исследования получили мощное развитие в современной лингвистической науке, образовав направления гендерной лингвистики и лингвистической гендерологии.

## Книги
- «Текст и коммуникация», М.: Высш. шк., 1990. —152 с: ил. (Б-ка филолога). ISBN 5-06-000246-2.
- «Структура и функция текста как средства коммуникации: Лекции». — Вып.4.- М.:МГЛУ. 1992. — 100 с.
- "Текст лекций к курсу «Общее языкознание». М., 1991.
- "Текст лекций к курсу «Общее языкознание». — М.: МГЛУ, 1985.

## Публикации
- Каменская О. Л. Гендергетика — наука будущего // Гендер как интрига познания. — М.: Рудомино, 2002. — С. 13-19.
- Каменская О. Л. Гендергетика — междисциплинарная наука. // Тезисы докладов Второй Международной Конференции «Гендер: язык, культура, коммуникация», МГЛУ, Москва, 22-23 ноября 2001 г., — М: МГЛУ, 2001, с.с. 62-63.
- Каменская О. Л. Теория языковой личности — инструмент гендергетики. // Гендер: язык, культура, коммуникация. Доклады Второй международной конференции 22-23 ноября 2001 г. — М.: МГЛУ, 2002. — С. 184—188.
- Каменская О. Л. Языковая личность и семантика слова. // Социокультурное варьирование в языке. / Сб. науч. трудов, Вып. 452. — М.: МГЛУ, 2001. — С. 3-13.
- Каменская О. Л. Первая международная научная конференция «Гендер: язык, культура, коммуникация» // Филол. науки. — 2000. — № 3. — С. 137—141.
- Каменская О. Л. Вторичная языковая личность — методологическая основа межкультурной парадигмы в лингводидактике. // Актуальные проблемы постдипломного профессионального лингвистического образования. / Сб. науч. трудов. Вып. 440. / М.: МГЛУ, 1998. — С. 30-35.
- Каменская О. Л. Эмоциональный уровень языковой личности. // Актуальные проблемы теории референции. / Сб. науч. статей. Вып. 435. — М.: Изд-во МГЛУ, 1997. — С. 9-18.
- Каменская О. Л. Лингвистика на пороге XXI века // Лингвистические маргиналии. М., 1996.
- Каменская О. Л. О новой парадигме в лингвистике // Лингвистика на исходе XX века: итоги в перспективе. Тезисы междунар. конф. — Т. 1. — М., 1995.
- Каменская О. Л. Три семантики слова // Язык и модель мира. М., 1993. С. 39-47.
- Каменская О. Л. Мыслительные и языковые категории в тексте

// Сб. науч. тр. МГПИИЯ имени М.Тореза. — Вып. 252. — М., 1985. -
С. 20-33.
- Каменская О. Л. Текст как средство коммуникации//Сб. научных статей МГПИИЯ им. М.Тореза. Вып. 158. М., 1980.